# Petra Jansen

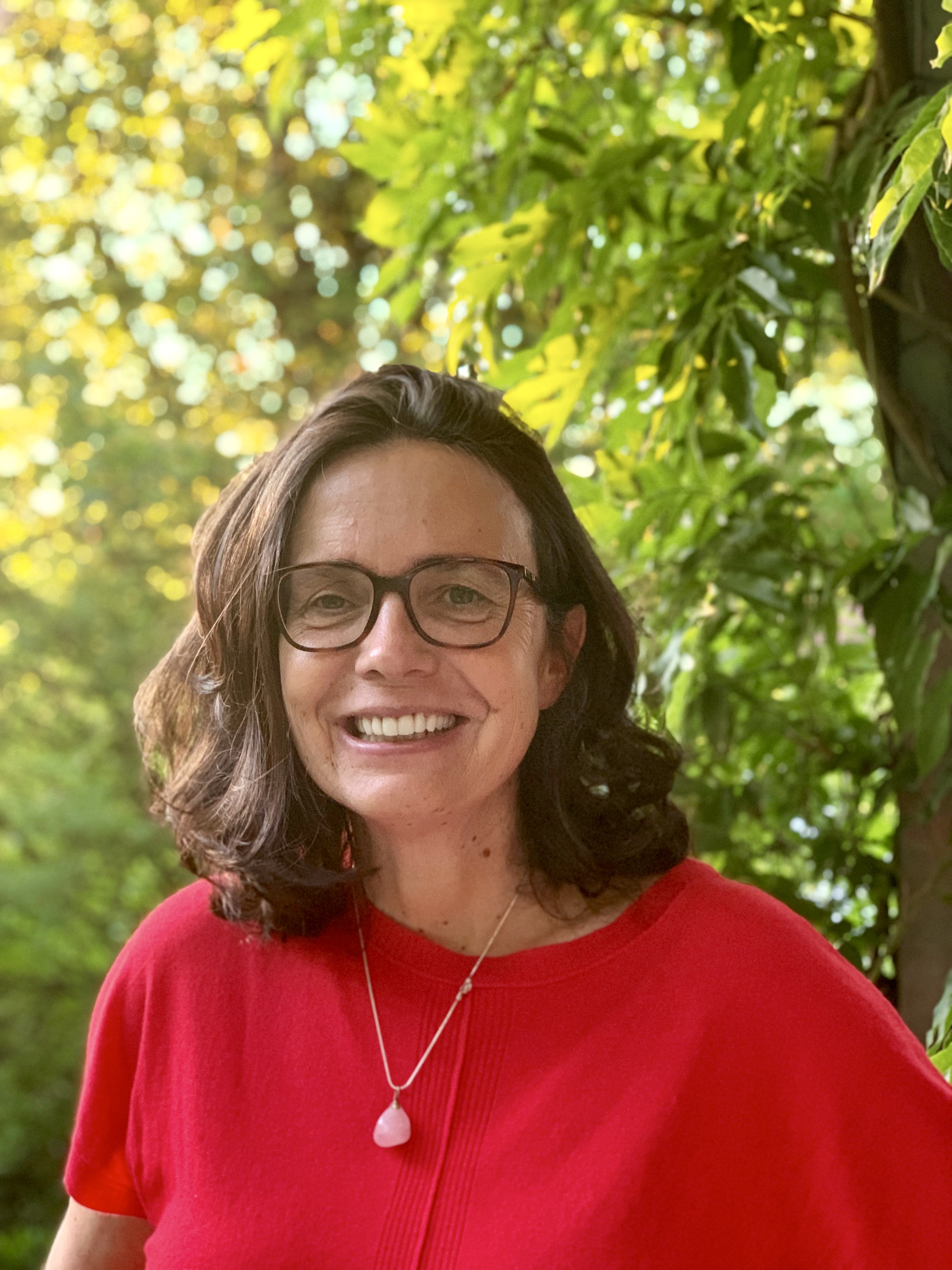
Petra Jansen (2019)

Petra Jansen (* 15. September 1966) ist eine deutsche Sportpsychologin und Hochschullehrerin.

## Leben
Ab 1987 studierte Petra Jansen an der Johannes-Gutenberg-Universität Mainz Anthropologie, Ethnologie, Psychologie und Mathematik, 1993 erlangte sie den Abschluss Magister Artium. Ab 1995 absolvierte sie in Duisburg ein Promotionsstudium der Kognitiven Psychologie, während sie als Wissenschaftliche Mitarbeiterin am Institut für Allgemeine Psychologie der Gerhard-Mercator-Universität Duisburg tätig war und dort ihre Doktorarbeit im Frühjahr 1999 abschloss.
Von 1997 bis 1999 weilte Jansen in Elternzeit, von 1999 bis 2008 war sie erst als Wissenschaftliche Mitarbeiterin und dann als Wissenschaftliche Assistentin am Institut für Allgemeine Psychologie der Heinrich-Heine-Universität Düsseldorf beschäftigt. In diese Zeit fiel der Abschluss ihrer Habilitation in Experimenteller Psychologie im Jahr 2005. An der Westfälischen-Wilhelms-Universität Münster bildete sie sich in Tanztherapie weiter. Petra Jansen ist zertifizierte Lehrerin für Mindfulness-Meditation.
2008 wurde sie Lehrstuhlinhaberin für Sportwissenschaft an der Universität Regensburg. Schwerpunkte ihrer Forschungsarbeit sind Motorik, Emotion und Kognition.
Neben dem interdisziplinären Bachelorstudiengang „Angewandte Bewegungswissenschaft“, der sich mit dem oben genannten Zusammenhang beschäftigt, hat sie im Wintersemester 2018 den Masterstudiengang „Motion and Mindfulness“ entwickelt, in dessen Mittelpunkt die wissenschaftliche Vermittlung achtsamkeitsbasierter Verfahren steht.
Sie ist Mutter von drei erwachsenen Kindern.

## Bücher
- P. Jansen, S. Richter: Macht Bewegung wirklich schlau? Hogrefe, Bern 2016, ISBN 978-3-456-85561-5.
- P. Jansen, S. Richter: Gelassen durch die ersten Schuljahre. Ein informativer Begleiter für Eltern. Hogrefe, Bern 2016, ISBN 978-3-456-85679-7.
- P. Jansen, S. Richter: Wer bin ich, und wenn ja warum? Ein humorvoller Leitfaden durch die Pubertät. Amazon Europe, Luxemburg 2017.
- P. Jansen, F. Seidl, S. Richter: Achtsamkeit im Sport. Springer, Heidelberg 2018, ISBN 978-3-662-57854-4.
- P. Jansen, P. Kunze: Bildung braucht Liebe. Arbor, Freiburg 2019, ISBN 978-3-86781-225-2.
- P. Jansen, S. Hoja (Hrsg.): Glücklich durch Sport?. Eine wissenschaftliche Betrachtungsweise. Hogrefe, Bern 2020, ISBN 978-3-456-85993-4.
- P. Jansen, S. Richter: Einfühlsame Kommunikation - Wie wir uns selbst und andere wahrnehmen. Hogrefe, Bern 2021, ISBN 978-3-456-86130-2.
- Ch. Portele, P. Jansen: Achtsame Herzlichkeit in Kindergarten. Arbor, Freiburg 2021, ISBN 978-3-86781-375-4.
- P. Jansen: Das neue ABC des Studiums. Springer, Heidelberg 2022, ISBN 978-3-65834-9417.
- P. Jansen: Selbstmitgefühl im Sport. Selbsthilfe in sportlichen Krisen. Springer, Heidelberg 2024, ISBN 978-3-66267-8398.
- P. Jansen: Achtsamkeit? Klare Antworten aus erster Hand. UTB, München, 2024, ISBN 978-3-8252-6173-3.